# 置換神学
置換神学（ちかんしんがく、英: Supersessionism, replacement theology, fulfillment theology）は、新約聖書解釈の一つで、選民としてのユダヤ人の使命が終わり、新しいイスラエルが教会になったとする説である。
その根拠とされる聖句は、『ガラテヤの信徒への手紙』3章6-9節、3章29節、『ローマの信徒への手紙』2章28節・29節、4章13節、『マタイによる福音書』21章43節である。
聖書の語句で「イスラエル」と出てくる箇所を「ユダヤ人」と見なさずに霊的にのみ解釈する（キリスト教、教会を「真のイスラエル」とする）
。
神によるイスラエルの民への召命が取り消されることはないということが聖書から明らかなので、この考えは否定されるようになった。21世紀になると古代教父を重視するカトリック教会も置換神学を否定した。
このことは『ローマの信徒への手紙』11章25-29節で明確に述べられている。